# Lispoteleia minima
Lispoteleia minima är en stekelart som först beskrevs av Alan Parkhurst Dodd 1913.  Lispoteleia minima ingår i släktet Lispoteleia och familjen Scelionidae. Inga underarter finns listade i Catalogue of Life.